# 唐沟水库
唐沟水库是中国湖北省襄阳市老河口市境内的一座水库，位于唐沟上，建于1978年。水库正常库容为1102万立方米，集雨面积为7.5平方千米，海拔为125米。